# كل شيء تغير (أغنية)
تعديل مصدري - تعديل  
كل شيء تغير (بالإنجليزية: Everything Has Changed)‏ هي أغنية للمغنية وكاتبة الأغاني الأمريكية تايلور سويفت وللمغني وكاتب الأغاني البريطاني إد شيران مِن ألبوم سويفت الرابع أحمر (Red). الأغنية مِن كتابة تايلور سويفت وإد شيران وإنتاج باتش والكر. أطلقتْ شركة بيغ ماشين ريكوردز الأغنية بوصفها سادس أغنية منفردة مِن الألبوم في 24 يونيو 2013. تتحدث الأغنية عن ‘‘الرغبة في التعرف أكثر على حبيبٍ جديد’’. لاقتْ الأغنية آراء مُتفاوتة مِن النقاد الذين انقسموا في آراءهم حول تركيبة الأغنية. احتلتْ الأغنية المرتبة الـ 32 في قائمة بيلبورد هوت 100 كما دخلتْ الأغنية في المراكز العشر الأولى لعدة بلدان مِن بينها بريطانيا وأيرلندا وبلجيكا. جرى إطلاق الفيديو كليب المصاحب للأغنية في 6 يونيو 2013 عبر فيفو. أدتْ سويفت الأغنية مع إد شيران في برنامج المواهب البريطانية في 8 يونيو 2013. كما أدتْ سويفت الأغنية خلال الجولة الموسيقية المصاحبة لألبوم أحمر (Red).

## الموسيقى والكلمات
ذكرتْ تقارير مُسبقاً أن إد شيران سيظهر كضيف في ألبوم سويفت أحمر (Red). سُرّبتْ الأغنية في 18 أكتوبر 2012. كتبتْ سويفت الأغنية مع إد شيران في باحة منزلها الخلفية. تتضمن الأغنية موسيقى البوب والموسيقى التقليدية مصحوبة بعزف غيتار وقد كُتِبتْ عبر مفتاح صول منخفض كبير ومتوسط الإيقاع فيها يبلغ 84 إيقاع للدقيقة ويتراوح صوت سويفت وشيران ما بين مفتاح صول ومفتاح ري. تتحدث كلمات الأغنية عن ‘‘الرغبة في التعرف أكثر على حبيبٍ جديد’’. تحدثتْ سويفت عن معنى الأغنية قائلة: ‘‘الأغنية تتحدث عن كيف يُصبح كل شيء مختلف بالنسبة لك بسبب هذا الشخص الذي دخل حياتك’’.

## آراء النقاد
لاقتْ الأغنية آراء متفاوتة مِن النقاد. انتقد أحد الكُتّاب في مجلة بيلبورد تركيبة الأغنية لكن أثنى على ظهور شيران. ووصف كاتب آخر في نفس المجلة الأغنية بإنها ‘‘إحدى كليشيهات تايلور سويفت’’ أعطى موقع About.com مراجعة إيجابية للأغنية كما أعطى تقييم ثلاث نجوم مِن أصل خمسة. وأعطى موقع AllMusic تقييم أربع نجوم مِن أصل خمسة. أثنى موقع AbsolutePunk على الأغنية وكتب: ‘‘إنها أغنية حب جميلة تستعمل البساطة كسلاحها الرئيسي فهما يُغنيان مع عزفٍ للغيتار وبعض الإيقاع ولا يحتاجان لمؤثرات إيضافية ليصنعا أغنية رائعة’’ أعطى روبرت كوزبي الكاتب في موقع ديجيتال سباي الأغنية تقييم ثلاث نجوم مِن أصل خمسة وأثنى على نمط الموسيقى ووصفه بـ‘‘الرائع’’ وقال إن غناء سويفت وشيران ‘‘يترك شعوراً دافئاً نادراً ما نشعره [مِن الموسيقى] هذه الأيام’’. أعطتْ سيان رو الكاتبة في مجلة نيو موزيك إكسبريس الأغنية مراجعة سلبية ووصفتْ الأغنية بأنها ‘‘مُخيبة للآمال مِن كل النواحي’’.

## الأداء التجاري
احتلتْ الأغنية المرتبة الـ 32 في قائمة بيلبورد هوت 100 في الولايات المتحدة كما احتلتْ الأغنية المرتبة الـ 28 في قائمة كاناديان هوت 100 في كندا. حققتْ الأغنية نجاحاً أكبر في أوروبا حيث احتلتْ الأغنية المركز السابع في قوائم المبيعات في بريطانيا واحتلتْ الأغنية المركز الخامس في قوائم المبيعات في أيرلندا واحتلتْ الأغنية المركز الثامن في قوائم المبيعات في بلجيكا.

## فيديو كليب
جرى إطلاق فيديو كليب الأغنية في 6 يونيو 2013 عبر فيفو. الفيديو كليب مِن إخراج فيليب أنديلمان الذي أخرج فيديو كليب أغنية «ابدأ مجدداً (Begin Again)» وفيديو كليب أغنية «بخير وسلامة (Safe & Sound)» لسويفت. يظهر في الفيديو الممثل الأسترالي هيو جاكمان. وصف جايسون ليبشاتز الكاتب في مجلة بيلبورد الفيديو بأنه ‘‘جذاب’’ وقارن راي راهمان الكاتب في إنترتاينمت ويكلي فيديو الأغنية بفيلم فورست غامب. بلغ عدد مشاهدات الفيديو على يوتيوب الـ 173 مليون مشاهدة بحلول فبراير 2016.

## الأداء الحيّ

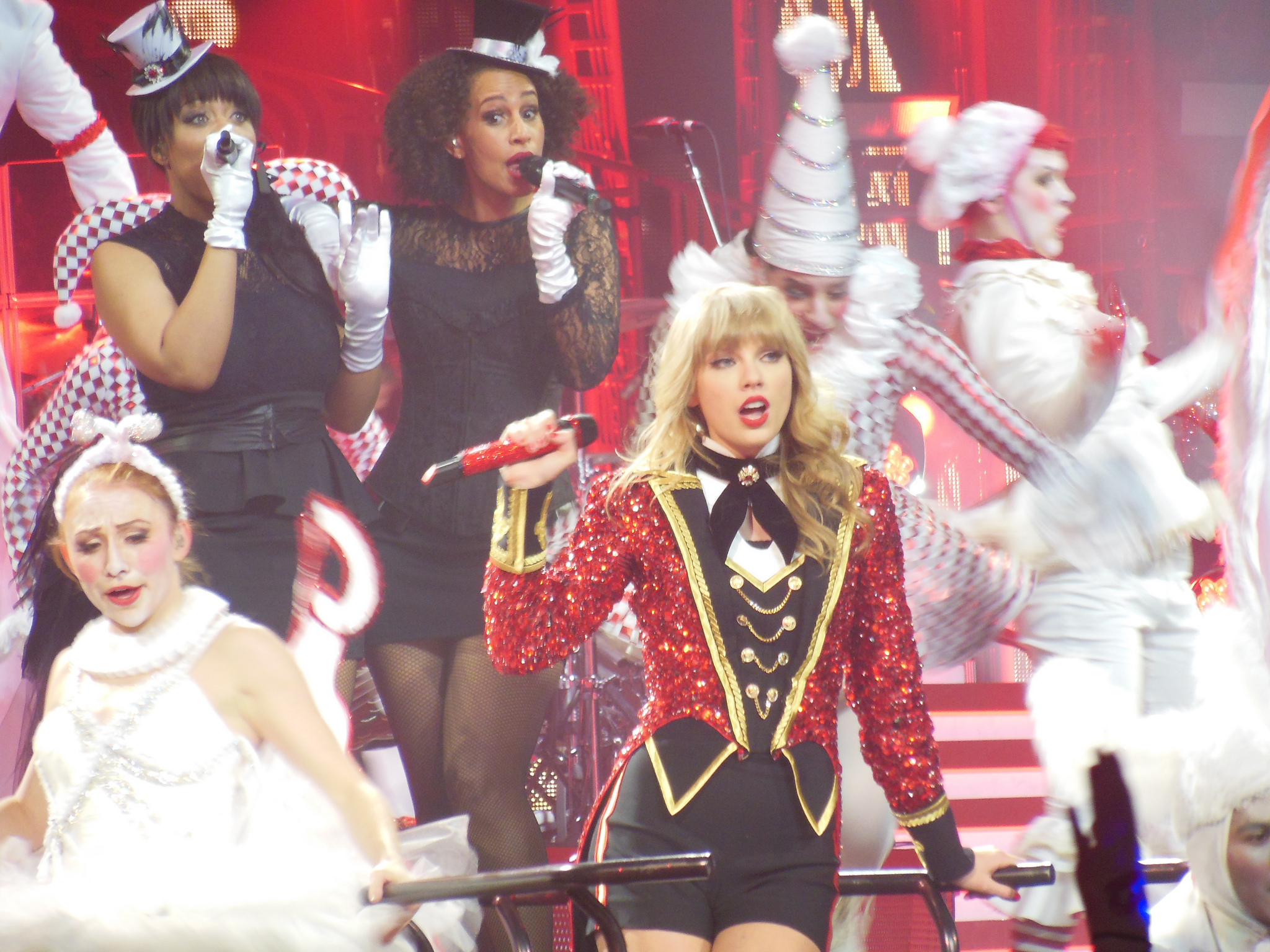
تايلور سويفت خلال الجولة الموسيقية لألبوم أحمر (Red)

أدتْ سويفت وشيران الأغنية في برنامج المواهب البريطانية في 8 يونيو 2013. كما أدتْ سويفت الأغنية خلال الجولة الموسيقية المصاحبة لألبوم أحمر (Red).

## أفراد العمل
- تايلور سويفت ــ كاتبة صوت رئيسي.
- إد شيران ــ كاتب، صوت رئيسي.
- باتش والكر ــ منتج.
- سام هولاند ــ التسجيل في استديو كونواي (لوس أنجلوس - كاليفورنيا).
- سكوت بورتشيتا ــ منتج منفذ.
- جون هاينز ــ هندسة.
- جو-آن توميناغا ــ منسق الإنتاج.

## قوائم المبيعات
| القائمة (2013)                     | الترتيب |
| ---------------------------------- | ------- |
| أستراليا (أريا تشارتس)             | 28      |
| بلجيكا                             | 8       |
| كندا (كاناديان هوت 100)            | 28      |
| أيرلندا (ترتيب أغاني أيرلندا)      | 5       |
| نيوزلندا (ريكورديد ميوزك إن زيت)   | 22      |
| اسكتلندا (يو كاي سنغلس تشارتس)     | 7       |
| بريطانيا (يو كاي سنغلس تشارتس)     | 7       |
| الولايات المتحدة (بيلبورد هوت 100) | 32      |

## تاريخ الإصدار
| البلد            | التاريخ       | الشكل       | الشركة            |
| ---------------- | ------------- | ----------- | ----------------- |
| الولايات المتحدة | 16 يوليو 2013 | عبر الإذاعة | بيغ ماشين ريكوردز |
| الولايات المتحدة | 23 يوليو 2013 | تحميل رقمي  | بيغ ماشين ريكوردز |
| بريطانيا         | 30 يوليو 2013 | تحميل رقمي  | بيغ ماشين ريكوردز |